# Schwarzschild-metrik
I den almene relativitetsteori beskriver Schwarzschilds løsning gravitationsfeltet uden for en sfærisk symmetrisk ikke-roterende masse, såsom en stjerne, planet eller et sort hul. Løsningen er også en god approksimation til gravitationsfeltet uden for langsomt roterende legemer som jorden eller solen. Schwarzschilds løsning er den mest generelle statiske sfærisk symmetriske vakuum-løsning af Einsteins ligninger.
Løsningen blev navngivet efter den tyske matematiker Karl Schwarzschild, som fandt løsningen i 1916, kun få måneder efter Einsteins publikation om almen relativitetsteori. Løsningen var den første ikke-trivielle eksakte løsning af Einsteins ligninger.
Ved hjælp af Schwarzschilds løsning blev de tre klassiske bekræftelser af den almene relativitetsteori udarbejdet.
Det centralsymmetriske problem er et af de simpleste problemer der kan løses i den almene relativitetsteori. Et sfærisk legeme må nødvendigvis give anledning til et sfærisk tyngdefelt. Man kan desuden vise at der findes statiske (dvs. tids-uafhængige) løsninger. Det vil derfor være rimeligt at lede efter et linjelement på formen:
{\displaystyle ds^{2}=Adt^{2}-Bdr^{2}-r^{2}(d\theta {}^{2}+sin^{2}\theta {}d\phi {}^{2})}
Da løsningen er sfærisk symmetrisk og statisk kan {\displaystyle A} og {\displaystyle B} kun afhænge af {\displaystyle r}. Desuden indeholder linjeelementet ingen krydsled, så metriktensoren bliver diagonal. Fra metriktensoren findes Chistoffel-symbolerne fra formlen:
{\displaystyle \Gamma _{bc}^{a}={\frac {1}{2}}g^{ad}(\partial _{b}g_{dc}+\partial _{c}g_{db}-\partial _{d}g_{bc})}
Herfra findes:
{\displaystyle \Gamma _{rr}^{r}={\frac {1}{2}}{\frac {B'}{B}}\qquad \Gamma _{tr}^{t}={\frac {1}{2}}{\frac {A'}{A}}\qquad \Gamma _{tt}^{r}={\frac {1}{2}}{\frac {A'}{B}}\qquad \Gamma _{\theta {}r}^{\theta }={\frac {1}{r}}\qquad \Gamma _{\theta \theta }^{r}=-{\frac {r}{B}}}
{\displaystyle \Gamma _{\phi {}r}^{\phi }={\frac {1}{r}}\qquad \Gamma _{\phi \phi }^{r}=-{\frac {r\sin ^{2}x}{B}}\qquad \Gamma _{\phi \theta }^{\phi }=\cot \theta \qquad \Gamma _{\phi \phi }^{\theta }=-\sin \theta \cos \theta }
Mærker angiver differentiation mht. r og alle andre Christoffel-symboler end de viste er nul. Fra Christoffel-symbolerne kan Riemann-tensoren findes fra formlen:
{\displaystyle R_{bcd}^{a}=\partial _{c}\Gamma _{bd}^{a}-\partial _{d}\Gamma _{bc}^{a}+\Gamma _{bd}^{e}\Gamma _{ce}^{a}-\Gamma _{bc}^{e}\Gamma _{ed}^{a}}
Herfra findes Ricci-tensoren ved kontraktion af indeks vha. metriktensoren der kendes fra $(1)$:
{\displaystyle R_{ab}=R_{acb}^{c}}
Udregningen er relativt ligefrem, men ret pladskrævende, så vi nøjes med resultatet. Da vi kun vil interessere os for området uden for det sfæriske legeme skal vi løse Einsteins ligninger i vakuum, dvs. {\displaystyle R_{ab}=0}:
{\displaystyle R_{tt}={\frac {A''}{2B}}+{\frac {A'}{B}}{\Bigg (}{\frac {1}{r}}-{\frac {B'}{4B}}-{\frac {A'}{4A}}{\Bigg )}=0}

{\displaystyle R_{rr}=-{\frac {A''}{2A}}+{\frac {A'B'}{4AB}}+{\frac {A'^{2}}{4A^{2}}}+{\frac {B'}{rB}}=0}
{\displaystyle R_{\theta \theta }=1-{\Bigg (}{\frac {r}{B}}{\Bigg )}'-{\frac {1}{2}}{\Bigg (}{\frac {A'}{A}}+{\frac {B'}{B}}{\Bigg )}{\frac {r}{B}}=0}
Herfra skal vi nu finde $A$ og $B$. Dette kan gøres ved at danne en passende linearkombination af {\displaystyle R_{tt}} og {\displaystyle R_{rr}}:

{\displaystyle BR_{tt}+AR_{rr}=0}
{\displaystyle {\frac {A'}{r}}-{\frac {A'B'}{4B}}-{\frac {A'^{2}}{4A}}+{\frac {A'B'}{4B}}+{\frac {A'^{2}}{4A}}+{\frac {1}{r}}{\frac {AB'}{B}}=0}
{\displaystyle A'B+AB'=0}
{\displaystyle (AB)'=0}
{\displaystyle AB=konstant}
I grænsen {\displaystyle r\to \infty } forventer vi at genfinde det flade Minkowski-rum med linjeelement
{\displaystyle ds^{2}=dt^{2}-dr^{2}-r^{2}(d\theta ^{2}+\sin ^{2}\theta {}d\phi ^{2}).}
Sammenlignes med $(1)$, må der i denne grænse gælde {\displaystyle A=B=1}, dvs. vi har generelt:
{\displaystyle AB=1\qquad \Rightarrow \qquad A={\frac {1}{B}}}
$(7)$ simplificerer nu betydeligt og vi får:
{\displaystyle R_{\theta \theta }=-{\Bigg (}{\frac {r}{B'}}{\Bigg )}+1=0{\textrm {\quad ,\quad da\quad }}A'B+AB'=0\Rightarrow {\frac {A'}{A}}+{\frac {B'}{B}}=0}
{\displaystyle {\frac {r}{B}}=r-R}
{\displaystyle B={\frac {r}{r-R}}={\frac {1}{1-{\frac {R}{r}}}}}

{\displaystyle R} er en integrationskonstant med dimension af længde. Fra $(8)$ er nu:
{\displaystyle A={\frac {1}{B}}=1-{\frac {R}{r}}}
Nu er vi næsten færdige. Når $(8)$ og $(9)$ indsættes i $(1)$ får vi Schwarzschild-linjeelementet:
{\displaystyle ds^{2}={\Bigg (}1-{\frac {R}{r}}{\Bigg )}dt^{2}-{\Bigg (}{\frac {1}{1-{\frac {R}{r}}}}{\Bigg )}dr^{2}-r^{2}(d\theta {}^{2}+\sin ^{2}\theta {}d\phi {}^{2})}
Vi mangler blot at bestemme integrationskonstanten R. Igen udnytter vi at Schwarzschild-løsningen skal reducere til Minkowski-rummet for $r\to\infty$. Her er {\displaystyle g_{00}=1+2\phi =1-2{\frac {GM}{r}}}. Sammenlignes med $(11)$ får vi {\displaystyle R=2GM}, hvor M er massen af legemet og G er Newtons gravitationskonstant. Vi regner med enheder hvor {\displaystyle c=1} så for at give {\displaystyle R} dimension af en længde må vi i ikke-relativistiske enheder have:
{\displaystyle R={\frac {2GM}{c^{2}}}}
{\displaystyle R} kaldes også Schwarzschild-radius og angiver begivenhedshorisonten for et sort hul. Dvs. ved {\displaystyle r=R} bliver tyngdekraften så stærk at end ikke lys kan undslippe.